# Miconia rufiramea
Miconia rufiramea är en tvåhjärtbladig växtart som beskrevs av John Julius Wurdack. Miconia rufiramea ingår i släktet Miconia och familjen Melastomataceae.
Artens utbredningsområde är Peru. Inga underarter finns listade i Catalogue of Life.